# Vincent de Gournay
(Raccomandazione, in campo economico, attribuita a Vincent de Gournay)
Vincent de Gournay, ovvero Jacques Claude Marie Vincent, marchese di Gournay, (Saint-Malo, 28 maggio 1712 – Cadice, 27 giugno 1759), è stato un economista francese.

## Biografia
Appartenente a una famiglia di commercianti maluini, era figlio di Claude Vincent (1676-1743), uno dei commercianti più in vista della città. Studiò quattro anni nel collegio di Juilly, presso gli oratoriani, poi nel collegio dei gesuiti di La Flèche. All'età di 17 anni partì per Cadice, ove diresse per quindici anni le operazioni commerciali di famiglia. Si recò più volte alla corte di Spagna, culla del mercantilismo e ne visitò le province.
Nel 1744, il suo ritorno in città ebbe lo scopo di un'azione patriottica di ampio respiro, concertata con il ministro Maurepas: riuscì a convincere i negozianti di Cadice a rimpatriare, nonostante i rischi del trasporto per mare, i loro averi accumulati nell'America Latina per investirli in Francia. Più di 200 milioni di livre in piastre, attraversarono l'Oceano Atlantico in convogli navali, sotto l'alta sorveglianza delle marine francese e spagnola.
Egli amava la terra e fuggiva cortigiani e burocrati. Per valutare la forza e i punti deboli delle grandi potenze rivali della Francia, condusse delle operazioni di intelligence economica e militare, in piena guerra. Egli si recò in Inghilterra, in Olanda, in Austria e visitò le città tedesche. Nel corso di questi viaggi incontrò Robert Walpole e Philip Stanhope, IV conte di Chesterfield, così come gli emigrati protestanti francesi, probabilmente investito di missioni diplomatiche confidenziali da parte del governo francese. Denunciò la pericolosa situazione demografica della Francia.
La sua esperienza di commerciante cosmopolita si arricchì di una vasta cultura economica. Egli studiò in particolare le raccomandazioni di Josiah Child e quelle di Johan de Witt. Intrattenne corrispondenza con Amelot e con Jean-Frédéric Phélypeaux de Maurepas. Nel 1746 ereditò delle proprietà terriere a Gournay-sur-Aronde e il titolo di marchese; due anni dopo contrasse matrimonio.
Nel 1751 cambiò orientamento, accettando una delle quattro cariche pubbliche del commercio e, a questo titolo, percorse le province francesi. Per un certo periodo fu accompagnato nei suoi viaggi da Anne Robert Jacques Turgot, futuro ministro delle finanze di Luigi XVI, sul quale ebbe grande influenza. Quest'ultimo, alla morte del Gournay ne scrisse l'elogio funebre, grazie al quale ci sono stati trasmessi i suoi consigli (La scoperta degli archivi del Gournay da parte del ricercatore giapponese Takumi Tsuda ci ha consentito poi di meglio conoscere la sua azione riformatrice).
Gournay, uomo di dialogo e relazioni, era molto legato a parecchi enciclopedisti e a giovani alti funzionari sui quali ebbe grande influenza, senza per altro lasciare alcuna opera teorica scritta. Egli avrebbe avuto, verso la fine della sua vita, degli scambi di vedute con Quesnay, fondatore della scuola fisiocratica, ma le loro posizioni erano divergenti. In particolare, egli non vedeva tutta la ricchezza nella terra, che non disprezzava ma riteneva che sia l'industria che il commercio creassero ugualmente valore reale. Nel 1753 sostenne, in nome della concorrenza, la creazione della distilleria dei Gesuiti di La Flèche e le manifatture di tessuti di lana del narbonese ed era contrario al monopolio portuale di Marsiglia.
(Affermazione di Vincent de Gournay del 19 gennaio  1754)
Dal 1752 egli chiese a Trudaine di liberalizzare il commercio del grano, poiché egli era sostenitore della libertà dei commerci, senza per questo trascurare l'emulazione, l'incoraggiamento e la protezione.
Egli completò la rivendicazione laissez faire (it.: "Lasciate fare") nella massima laisser faire et laisser passer (it.: "Lasciar fare e lasciar passare"), per concludere nel settembre del 1753, con le sue riflessioni sul contrabbando nei termini seguenti:
(Affermazione di Vincent de Gournay del settembre 1753)
Questa massima verrà ripresa dagli economisti fisiocratici, poi da quelli liberali francesi che la useranno come uno slogan. Essa farà in ogni caso parte della sua celebrità. Nicolas Baudeau, un economista fisiocratico, scriverà nella sua introduzione alla filosofia economica Première introduction à la philosophie économique, uno dei grandi manifesti della scuola di Quesnay, scriverà:
(Nicolas Baudeau, Première introduction à la philosophie économique)
Gournay rifiuta il sistema mercantilista e non è né all'origine dei concetti ruralisti dei fisiocratici, che sono propri del medico François Quesnay, né del liberalismo utilitarista assoluto di Adamo Smith. Egli trasmette a queste scuole teoriche di pensiero il suo attaccamento alla protezione delle persone congiuntamente alle libertà economiche. Sostenitore della libertà di commerciare, di produrre, di lavorare, egli denuncia la burocrazia pignola della quale ha coniato il nome, intervento diretto dello Stato nell'economia mediante aiuti permanenti (lo Stato deve rimanere principalmente in un dedicato a funzioni di ordine pubblico), ma anche le corporazioni, le gilde, i privilegi esclusivi, come quello della Compagnia delle Indie e di alcuni porti.
Alla fine del 1756 egli sostenne la creazione della Società per l'agricoltura, il commercio e le arti della Bretagna, della quale definì la missione e redasse lo statuto. Trudaine e Bertin imposero delle Società per l'agricoltura in tutte le Generalità e i paesi dello Stato nel regno, che diffusero il pensiero di Gournay, fino e oltre la rivoluzione francese.
Egli fu l'ispiratore diretto di Turgot, Quesnay o ancora di Trudaine e Malesherbes, Silhouette, Bertin, e più in generale di tutta la tradizione economica liberale francese.